# PXI
PXI és un bus industrial de comunicacions estàndard per a instrumentació i control. Les sigles signifiquen una extensió del bus Peripheral Component Interconnect pensada per a aplicacions d'instrumentació (en anglès: PCI extensions for Instrumentation).
El bus PXI va ser inventat i introduït el 1997 per l'empresa National Instruments. Avui dia compta amb una organització independent que gestiona l'estàndard i més de 60 membres fabricants. Es fonamenta en estàndards existents de maquinari i programari, com el CompactPCI, el VXI i el concepte de controlador (driver) que ha d'incloure tot maquinari de la família PXI. L'evolució natural combina la tecnologia PCI amb la PCI-Express en els seus formats PXI (PXI i PXI-Express respectivament).